# یلیز آچار
یلیز آچار (انگلیسی: Yeliz Açar؛ زادهٔ ۱۹ دسامبر ۱۹۹۷) بازیکن فوتبال اهل جمهوری آذربایجان است.
وی همچنین در تیم‌های ملی فوتبال Turkey women's national under-17 football team و Azerbaijan women's national football team بازی کرده‌است.